# Margaret Edwards
Margaret Edwards (ur. 28 marca 1939) – brytyjska pływaczka, brązowa medalistka olimpijska z Melbourne.
Zawody w 1956 były jej jedynymi igrzyskami olimpijskimi. Zdobyła brąz na dystansie 100 metrów stylem grzbietowym. W tej samej konkurencji zdobyła srebro mistrzostw Europy w 1958. W tym samym roku zdobyła dwa medale Igrzysk Imperium Brytyjskiego i Wspólnoty Brytyjskiej (złoto w sztafecie 4 × 110 j stylem zmiennym i srebro na 100 m stylem grzbietowym) jako reprezentantka Anglii